# Saint-Aimé-des-Lacs
Saint-Aimé-des-Lacs es un municipio canadiense situado en la provincia de Quebec.

## Superficie
Saint-Aimé-des-Lacs tiene una superficie de 91,61 km².

## Demografía
En 2021, tenía 1158 habitantes, una densidad poblacional de 12,6 hab./km², y 739 viviendas.